# مهرجان الرياض للكوميديا
مهرجان الرياض للكوميديا مهرجان للفكاهة يقام في بوليفارد سيتي بمدينة الرياض عاصمة المملكة العربية السعودية، أعلن عنه رئيس مجلس إدارة الهيئة العامة للترفيه المستشار تركي بن عبدالمحسن آل الشيخ لأول مرة في 23 يوليو 2025م ويُعد المهرجان واحداً من أكبر التجمعات العالمية لنجوم الفن الكوميدي على المسارح العالمية ومنصات البث والحاصلين على جوائز مرموقة في مجالات الترفيه، إذ يجمع أكثر من 50 من نجم كوميدي عالمي، وتنطلق النسخة الأولى منه من يوم 26 سبتمبر 2025م حتى 9 أكتوبر 2025م، وتمثل استضافته خطوة جديدة ضمن استراتيجية الهيئة في استقطاب الفعاليات العالمية إلى المملكة، وتحقيق مستهدفات رؤية السعودية 2030 بتحويل المملكة إلى واحدة من أهم وجهات الترفيه العالمية.

## خلفية
ويتضمن المهرجان جدول عروض يومية تغطي تجارب مختلفة من الكوميديا الارتجالية إلى الحوارات الحية، بالإضافة إلى ورش عمل وأنشطة تفاعلية تستهدف الجمهور من كافة الأعمار، إذ يعد المهرجان حدث شامل ومتنوع، ويعزز من مكانة المملكة العربية السعودية كمركز إقليمي للفنون والثقافة والترفيه.

### المؤدون
أُعلن عن مجموعة من فناني الكوميديا العالميين القادمين للتأدية المهرجان ومنهم: 
- كيفن هارت
- راسل بيترز
- زارنا قارج
- أندرو شولتز
- بيل بر
- غابريال اغليسياس
- جيسيكا كيرسون
- جيمي كار
- جيم جيفريز
- جو كوي
- ماز جبراني
- سباستيان مانيسكالكو
- ويتني كمنغز

## وصلات خارجية
- الموقع الرسمي للمهرجان